# KK Sloga Kraljevo
KK Sloga Societe Generale Kraljevo je srpski košarkaški klub iz Kraljeva. Klub se natječe u Našoj Sinalko Ligi. Boje kluba se bijela i plava zato navijači Sloge često igrače zovu Beli. Klub je poznat po tome što su u njemu ponikli mnogi veliki igrači poput Vlade Divca.  